# Naturschutzjugend
Die Naturschutzjugend (NAJU) ist der eigenständige Kinder- und Jugendverband der deutschen Naturschutzorganisation Naturschutzbund Deutschland (NABU) sowie in Bayern des Landesbunds für Vogelschutz in Bayern (LBV – NABU-Partner in Bayern). Mit über 100.000 Mitgliedern ist die NAJU der führende Verband in der außerschulischen Umweltbildung sowie im praktischen Naturschutz. In über 1.000 Gruppen vor Ort setzen sich Kinder und Jugendliche bis 27 Jahre für den Natur- und Umweltschutz ein.

## Geschichte
Seit den 1970er Jahren gab es Bestrebungen junger Mitglieder des NABU – damals noch Deutscher Bund für Vogelschutz (DBV) – eine eigenständige Jugendorganisation auf Bundesebene zu organisieren. Ende 1982 fand in Darmstadt-Wixhausen in Hessen der erste DBV-Bundesjugendkongress statt mit Wahl eines siebenköpfigen Bundesjugendvorstandes. Die Delegierten, darunter der seit 1969 amtierende Bundesjugendleiter Klaus Ruge, Jochen Flasbarth als neuer stv. Bundesjugendsprecher und Markus Rösler als erster Schatzmeister, sprachen sich für eine eigene Satzung und feste Jugendvertretungen im DBV aus. Schon im April 1983 beschlossen die Jugendlichen in Münster in Nordrhein-Westfalen eine eigenständige Satzung und etablierten sich auch strukturell innerhalb des DBV-Gesamtverbandes. Jochen Flasbarth wurde 1983 der zweite Vorsitzende des bundesweiten Jugendverbandes.
1984 begann die DBV-Jugend den Umweltwettbewerb „Erlebter Frühling“, der Kinder bis heute dazu ermuntert, die jährlich wechselnden Frühlingsboten und deren Lebensräume zu erforschen.
Schon Anfang der 1980er Jahre begann die Zusammenarbeit der DBV-Jugend mit der Jugend des bayerischen Landesbundes für Vogelschutz (LBV), die bis hin zu strukturellen Verzahnungen wie Stimmrechten beim Bundeskongress für die Bayern führte. 1987 gab sich die Jugendorganisation den Namen Naturschutzjugend, kurz NAJU, um der seit vielen Jahren bereits erfolgten thematischen Öffnung über den Vogelschutz hinaus gerecht zu werden. Nach der Wiedervereinigung benannte sich auch der Erwachsenenverband DBV um in Naturschutzbund Deutschland e. V. (NABU).
Ab 1990 baute die NAJU Landesverbände in den neuen Bundesländern auf. In dieser Zeit wurde auch eine Bundesgeschäftsstelle der NAJU professionalisiert. Diese war in den 1980er Jahren auf Gut Sunder, dann in Stuttgart, später in Bonn ansässig und zog 2007 gemeinsam mit der NABU-Bundesgeschäftsstelle nach Berlin.

## Organisation und Tätigkeit

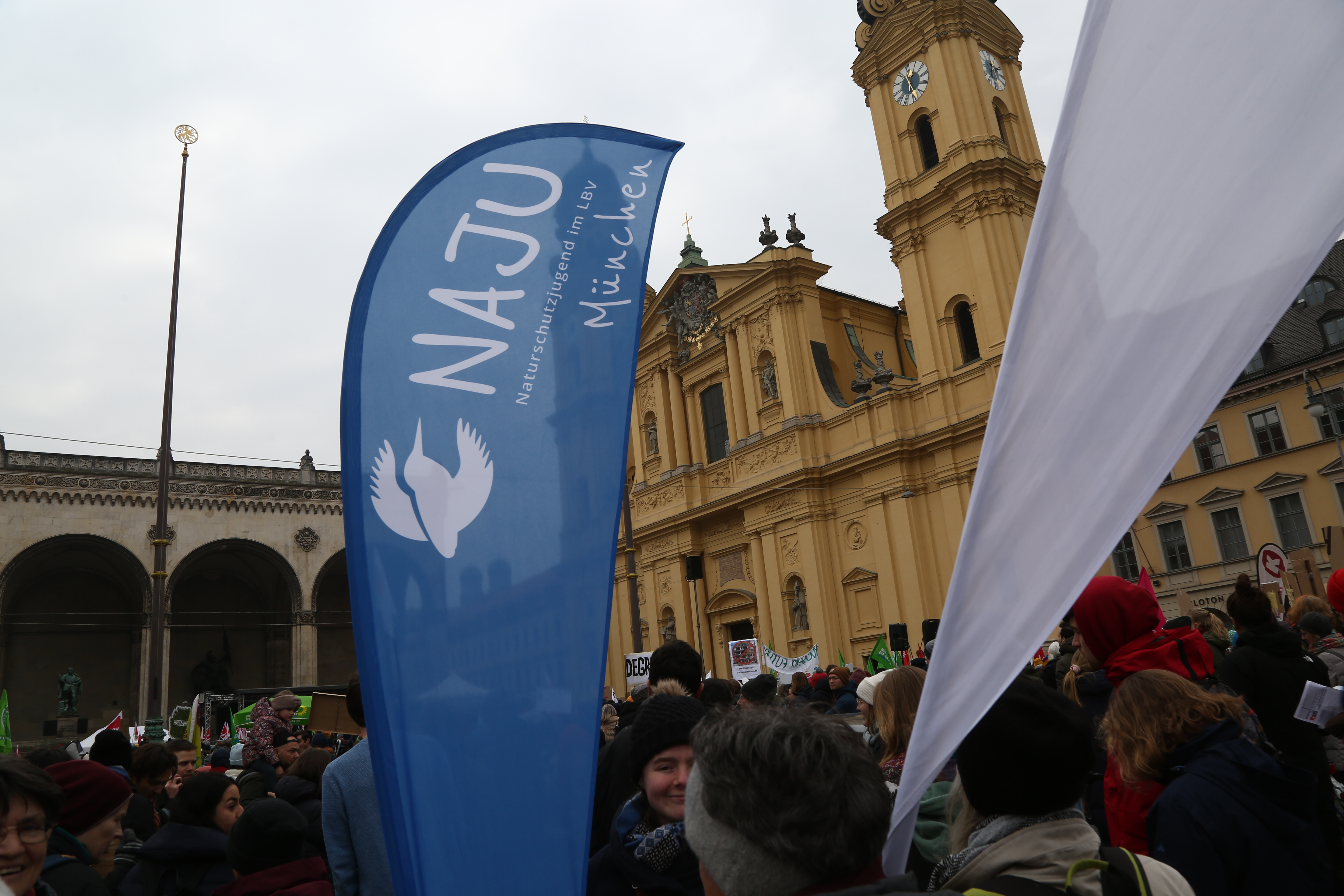
NAJU München bei Fridays for Future im März 2023

Die NAJU ist dezentral über Landesjugendverbände und Jugendgruppen vor Ort organisiert. In bundesweit ca. 700 Kindergruppen und 300 Jugendgruppen sind junge Aktive vor Ort für die Natur tätig.
Die NAJU-Landesverbände bieten zahlreiche Wochenend- und Ferienfreizeiten im In- und Ausland an und organisieren Seminare z. B. für angehende Gruppenleitende. Die Teilnehmenden lernen neue Lebensräume, Kulturen und andere Engagierte kennen und beteiligen sich an Naturschutzeinsätzen. Auf der jährlichen Bundesdelegiertenversammlung wird die Arbeit koordiniert.
Die NAJU ist seit 1986 Mitglied im Deutschen Bundesjugendring (DBJR), in der Arbeitsgemeinschaft für Kinder- und Jugendhilfe (AGJ) und im Informations- und Dokumentationszentrum für Antirassismusarbeit (IDA).
Zentral ist zudem die Zusammenarbeit mit anderen Jugendverbänden. So ist die NAJU zum Beispiel Teil von Youth and Environment Europe (YEE), einem Zusammenschluss von über 50 Verbänden im Jugendumweltbereich. Ebenfalls engagiert sich die NAJU im Global Youth Biodiversity Network (gybn) und in der National Coalition Deutschland, einem Netzwerk für die Umsetzung der UN-Kinderrechtskonvention.
Ein wesentlicher Schwerpunkt in den Tätigkeiten der NAJU ist die Umweltbildung. Viele NAJU-Angebote sind offizielle Projekte der UN-Dekade Bildung für Nachhaltige Entwicklung und der UN-Dekade Biologische Vielfalt, darunter „Ein Storch auf Reisen“ und „Fokus Biologische Vielfalt – von der Naturerfahrung zur politischen Bildung“.

## Projekte für Kinder
„Erlebter Frühling“
Mit dem Kinderwettbewerb „Erlebter Frühling“ lädt die NAJU jedes Jahr alle Kinder dazu ein, die Tier- und Pflanzenwelt im Frühjahr zu erforschen. Welche Pflanzen zeigen sich als erste? Welche Zugvögel kehren zurück? Wer erwacht da aus dem Winterschlaf? Indem sie Fotos ihrer Aktionen und Ergebnisse einreichen, können die Kinder am Wettbewerb teilnehmen und einen spannenden Erlebnistag in der Natur gewinnen. Die Deutsche UNESCO-Kommission hat den NAJU-Kinderwettbewerb „Erlebter Frühling“ als Projekt der UN-Dekade „Bildung für nachhaltige Entwicklung“ ausgezeichnet.
NAJUversum
Das NAJUversum ist ein Online-Medium, das Kindern verständliche Informationen zu Tieren, Pflanzen und ihrer Umwelt und zudem zahlreiche Bastel- und Experimentierideen anbietet. Zudem erscheint unter dem Namen „NAJUversum“ jährlich ein kostenloses Printmagazin für Kinder. Passend zum jeweiligen Titelthema enthält es Reportagen, Rätsel, Aktions- und Bastelideen. In den letzten Jahren erschienen unter anderem Exemplare zum Schneeleoparden, Fledermäusen und den Nachhaltigkeitszielen der Vereinten Nationen.
Ein Storch auf Reisen
„Ein Storch auf Reisen“ ist ein umweltpädagogisches Spiel für Kindergruppen. An 24 Stationen können Kinder zwischen zehn und zwölf Jahren in Kleingruppen die verschiedenen Routen der Störche und Besonderheiten der überflogenen Länder kennenlernen. Das Spiel kann an bundesweit 30 Stationen ausgeliehen und wieder zurückgegeben werden.
„Schulstunde der Gartenvögel“ und „Schulstunde der Wintervögel“
Die „Stunde der Gartenvögel“ und „Stunde der Wintervögel“ sind deutschlandweite Mitmachaktionen des NABU zur Vogelkunde. Ziel ist es, die Kenntnisse über die heimische Vogelwelt in der Bevölkerung zu verbessern und im Rahmen der Citizen Science Aktion ein möglichst genaues Bild der Vogelwelt in Deutschlands Städten und Dörfern zu erhalten. Ergänzend zu beiden Aktionen hat die NAJU für Kinder die „Schulstunde der Gartenvögel“ und „Schulstunde der Wintervögel“ entwickelt: Durch Spiele, Experimente und Aktionsideen können Kinder heimische Vögel und deren Lebensraum kennenlernen.

## Projekte für Jugendliche und junge Erwachsene
Trashbusters
Im Zentrum des Projektes „Trashbusters“ stehen seit 2013 jährliche Aktionswochen, während derer Kinder, Jugendliche und junge Erwachsene in ganz Deutschland auf das Müllproblem aufmerksam machen und mit Aufräumaktionen selbst aktiv werden. Begleitet werden die Aktionswochen von einem Wettbewerb, der besonders kreative und öffentlichkeitswirksame Aktivitäten prämiert. Zusätzlich entstehen Bildungsmaterialien zu Abfallvermeidung und Plastikmüll.
Voice for BioDiv
Seit 2012 entsendet die NAJU eigene Jugenddelegationen zu internationalen Umweltschutzkonferenzen. Sechs junge Menschen bilden dabei die Jugenddelegation für den Schutz der biologischen Vielfalt. Sie vertraten die Stimme junger Menschen auf den Vertragsstaatenkonferenzen 2012 (Indien), 2014 (Südkorea), 2016 (Mexiko), 2018 (Ägypten) und 2021 (China). Auf Veranstaltungen im gesamten Bundesgebiet diskutieren sie im Vorfeld und Anschluss mit Jugendlichen über Biodiversität und machen sich für den Schutz der Vielfalt stark. Seit 2019 nehmen Aktive der NAJU zudem an den UN-Klimakonferenzen teil, zuletzt 2021 in Glasgow.
Jugendmagazin STØRK
Hierbei handelt es sich um ein Magazin, das von jungen NAJU-Aktiven selbst gestaltet wird und einmal im Jahr erscheint. In der STØRK werden wechselnde ökologische Themen aus unterschiedlichen Blickwinkeln vorgestellt. Seit 2017 erscheint jährlich eine Ausgabe, bisher unter anderem zu den Themen „Konsum“, „Vielfalt“ und „Mobilität“.
Jugendumweltfestival
Bis 2022 fand alle zwei Jahre ein bundesweites Jugendumweltfestival statt. Diese Festivals wurden von ehrenamtlichen Aktiven der NAJU organisiert und durchgeführt. Im Fokus der Festivals an unterschiedlichen Orten standen verschiedene Themen. So fand zum Beispiel 2018 in Baunach bei Bamberg ein Festival unter dem Titel „Verknallt in Vielfalt“ statt und 2022 unter dem Titel „Rock die Farm“ auf der Dreptefarm bei Bremen.
Deutsch-Israelischer Fachkräfteaustausch
Die NAJU pflegt eine enge Zusammenarbeit mit der Society for the Protection of Nature in Israel. Seit 2010 gibt es regelmäßige Austauschprogramme für Mitarbeitende und Ehrenamtliche zu verschiedenen Aspekten der Umweltbildung. Aufgrund der kritischen, politischen Lage findet derzeit kein Austausch statt. Die Kooperation von NAJU und SPNI wurde im Jahr 2020 vom Auswärtigen Amt und dem Deutsch-Israelischen Zukunftsforum mit dem Shimon-Peres-Preis ausgezeichnet.
Who the Bug – Artenkenntnis und Schutz von Insekten
Bei dem Projekt „Who the Bug“ haben junge Insektenfans die Möglichkeit, in die artenreiche Welt der Insekten einzutauchen. In kurzen Workshops werden die wichtigsten Insektenordnungen vorgestellt und einfache Methoden gezeigt, wie die am weitesten verbreiteten Arten erkennbar sind. Zusätzlich wird Einblick in Themen rund um Insekten gegeben, wie beispielsweise historische Sammlungen, Citizen Science und Insekten in der Landwirtschaft. Die Workshops geben nützliche Informationen und Anregungen, um aus eigenem Interesse, gemeinsam mit Kindergruppen oder im Rahmen des Biologiestudiums selbständig weiterzuforschen.
Im Rahmen des Projekts ist die Broschüre „Who the Bug Insekten entdecken, bestimmen & schützen“ entstanden, welche die wichtigsten Insektengattungen vorstellt.
Handeln JETZT!
Gemeinsam mit den Umwelt-Jugendverbänden BUNDjugend und Naturfreundejugend fördert die Naturschutzjugend mit dem Projekt „Handeln JETZT!“ das Interesse junger Menschen an sozial-ökologischen Themen und unterstützt ihr umweltpolitisches Engagement.
Das Projekt setzt auf drei zentrale Bausteine:
- Finanzielle Unterstützung: Über den „Young Impact Fund - Handeln JETZT! möglich machen“ können bundesweit Projektgruppen finanzielle Unterstützung für die Umsetzung ihrer Aktionen oder Projekte vor Ort erhalten. Die Jugendlichen haben die Möglichkeit, ihre Projektideen im Bereich Biologische Vielfalt, Klimaschutz oder Klimagerechtigkeit online einzureichen. Die Gelder werden schnell und unbürokratisch an die Jugendgruppen ausgezahlt.
- Projektbegleiter: Den Projektgruppen stehen junge Erwachsene mit Verbandserfahrung zur Seite, die „Projektbegleiter“. Dieses Angebot gibt zugleich jungen Engagierten bis 27 Jahren die Möglichkeit, ihren Wirkungskreis zu erweitern, ihr Wissen zu teilen und Erfahrung in der Betreuung von Projekten und Gruppen zu sammeln. Die Projektbegleiter haben außerdem die Gelegenheit, an drei Fortbildungsmodulen teilzunehmen, um ihr Wissen zu vertiefen und sich mit anderen Aktiven zu vernetzen.
- Transformationstage: Alle zwei Jahre findet eine überregionale Veranstaltung statt, bei der sich junge Menschen mit Wissenschaftler und Politiker zu Projekten und Fachthemen rund um Biologische Vielfalt, Klimaschutz und Klimagerechtigkeit austauschen.

Während der Projektlaufzeit entsteht durch die verschiedenen Projektbausteine eine ganze Sammlung an Beispielen von jungem Engagement und zukunftsorientierten Projekten. Diese soll den Einsatz junger Menschen in den Bereichen Biologische Vielfalt, Klimaschutz und Klimagerechtigkeit sichtbar machen und sie in ihrer Handlungsfähigkeit bestärken. Das Projekt leistet damit einen Beitrag zum UNESCO-Programm „Bildung für nachhaltige Entwicklung“ (BNE 2030).